# Аллен, Скотт
Скотт Итан Аллен (англ. Scott Ethan Allen; 8 февраля 1949 года, Ньюарк, Нью-Джерси, США) — фигурист из США, бронзовый призёр Олимпийских игр 1964 года, серебряный призёр чемпионата мира 1965 года, двукратный чемпион США (1964, 1966 годов) в мужском одиночном катании.

## Биография
Аллен впервые выступил на национальных соревнованиях в возрасте 9 лет, став самым юным участником чемпионатов. На Олимпиаде 1964 года он выиграл бронзовую медаль за два дня до своего пятнадцатилетия, став самым юным медалистом зимних Олимпиад и продолжает оставаться таковы . После завершения спортивной карьеры окончил Гарвардский университет.

## Спортивные достижения

### Мужчины
| Соревнования/Сезоны         | 1962 | 1963 | 1964 | 1965 | 1966 | 1967 | 1968 |
| --------------------------- | ---- | ---- | ---- | ---- | ---- | ---- | ---- |
| Зимние Олимпиады            |      |      | 3    |      |      |      |      |
| Чемпионаты мира             | 8    | 5    | 4    | 2    | 4    | 5    | 4    |
| Чемпионаты Северной Америки |      | 3    |      | 2    |      | 2    |      |
| Чемпионаты США              | 2    | 2    | 1    | 2    | 1    | 2    |      |